# 파이널리 (영화)
"파이널리(Finally)"는 지난 2013년 12월에 발매된 팝페라테너 임형주의 정규 5집 앨범 Finally(제작:디지엔콤/유통 및 배급:워너뮤직)와 동명의 타이틀이자 해당 앨범의 수록곡들을 바탕으로 제작한 대한민국의 단편음악영화이다. 또한 지난 2014년 3월 9일 압구정CGV에서 단 한차례 특별 단관개봉하였다.

## 캐스팅
- 송재희 : 준석 역
- 서은채 : 미연 역
- 쿄헤이 혼조 : 쿄헤이 역
- 한상규 : 갤러리 실장 역